# Sverige framstäldt i taflor

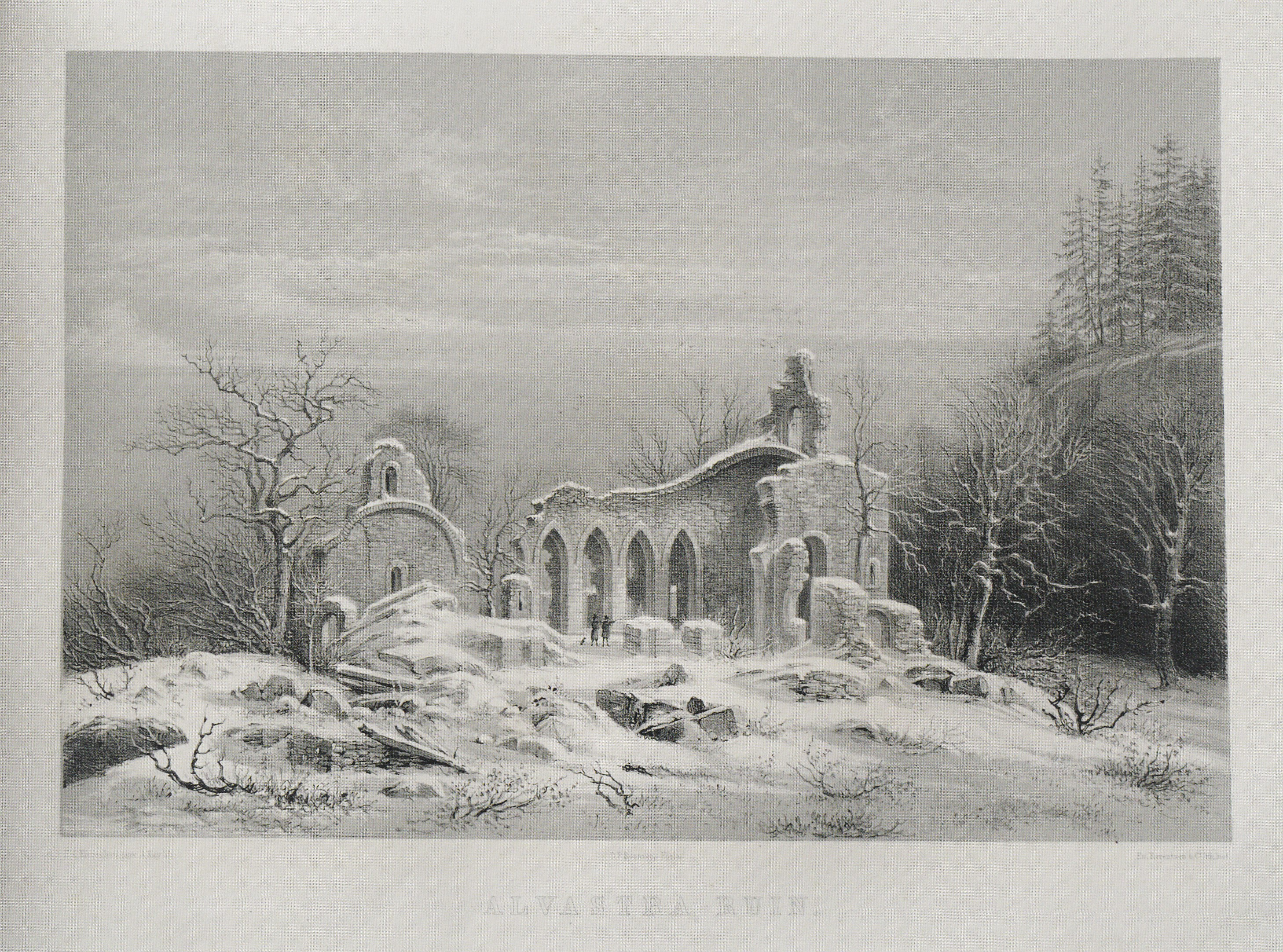
Alvastra klosterruin avbildad i "Sverige framstäldt i taflor"

Sverige framstäldt i taflor var ett planschverk som utgavs av Albert Bonniers förlag under åren 1850-1856. Det blev en stor framgång för förlaget. Totalt omfattade verket 96 planscher, utgivna i 24 häften. Häftena kostade 1 Riksdaler banco och 16 skilling, och erbjöds enbart som subskription, inte som lösnummer. Tanken var att köparen skulle binda in samlingen när den var komplett.
42 av förlagorna var utförda av den danske konstnären Frederik Christian Kiærskou, som under två års tid (1848-1850) reste runt i södra och mellersta Sverige på Bonniers uppdrag. Ett antal av förlagor utfördes även av Joseph Magnus Stäck. Litografiarbetet utfördes av Alexander Nay och beskrivande texter skrevs av Johan August Berg.
Inför utgivningen av detta verk kan Bonniers haft Sverige framstäldt i teckningar, utgivet 1837-1840, som inspirationskälla.